# Équipe du Ghana de football à la Coupe d'Afrique des nations 2021
L’équipe du Ghana de football participe à la Coupe d'Afrique des nations 2021 organisée au Cameroun du 9 janvier au 6 février 2022. Il s'agit de la 23e participation des Black Stars, emmenés par Milovan Rajevac. Le Ghana est éliminé au premier tour avec deux défaites, face au Maroc (0-1) et aux Comores (2-3), et un match nul contre le Gabon (1-1).

## Qualifications
Le Ghana est placé dans le groupe C des qualifications. Il se qualifie à  la dernière journée en prenant la première place du groupe.

### Résultats
| Rang | Équipe               | Pts | J | G | N | P | Bp | Bc | Diff |  | Résultats (▼ dom., ► ext.) |     |     |     |     |
| ---- | -------------------- | --- | - | - | - | - | -- | -- | ---- |  | -------------------------- | --- | --- | --- | --- |
| 1    | Ghana                | 13  | 6 | 4 | 1 | 1 | 9  | 3  | +6   |  | Ghana                      |     | 2-0 | 2-0 | 3-1 |
| 2    | Soudan               | 12  | 6 | 4 | 0 | 2 | 9  | 3  | +6   |  | Soudan                     | 1-0 |     | 2-0 | 4-0 |
| 3    | Afrique du Sud       | 10  | 6 | 3 | 1 | 2 | 8  | 7  | +1   |  | Afrique du Sud             | 1-1 | 1-0 |     | 2-0 |
| 4    | Sao Tomé-et-Principe | 0   | 6 | 0 | 0 | 6 | 3  | 16 | -13  |  | Sao Tomé-et-Principe       | 0-1 | 0-2 | 2-4 |     |

| 1re journée                | Ghana                  | 2 - 0 | Afrique du Sud |                                       |                                       |
| 14 novembre 2019 19h00 UTC | Partey 36e · Kudus 80e | (1-0) |                | Cape Coast Sports Stadium, Cape Coast | Cape Coast Sports Stadium, Cape Coast |

| 2e journée                 | Sao Tomé-et-Principe                    | 0 - 1   | Ghana              |                                        |                                        |
| 18 novembre 2019 16h00 UTC |                                         | (0 - 0) | 50e (pen.) J. Ayew | Estádio Nacional 12 de Julho, São Tomé | Estádio Nacional 12 de Julho, São Tomé |
| 18 novembre 2019 16h00 UTC | Gilmar Eusebio 49e · Ivonaldo Vegas 74e |         | 90e Ofori          | Estádio Nacional 12 de Julho, São Tomé | Estádio Nacional 12 de Julho, São Tomé |

| 3e journée       | Ghana           | 2 - 0   | Soudan |  |  |
| 12 novembre 2020 | A. Ayew 19e 81e | (1 - 0) |        |  |  |

| 4e journée       | Soudan            | 1 - 0   | Ghana |  |  |
| 17 novembre 2020 | Abdelrahman 90+2e | (0 - 0) |       |  |  |

| 5e journée   | Afrique du Sud | 1 - 1   | Ghana     |                                                               |                                                               |
| 24 mars 2021 | Tau 52e        | (0 - 0) | Kudus 49e | Stade Moses-Mabhida, Durban Arbitrage : Bamlak Tessema Weyesa | Stade Moses-Mabhida, Durban Arbitrage : Bamlak Tessema Weyesa |

| 6e journée   | Ghana                              | 3 - 1   | Sao Tomé-et-Principe |                                                       |                                                       |
| 29 mars 2021 | Opoku 12e Ayew 31e Baba Rahman 60e | (2 - 0) | 83e Iniesta          | Baba Yara Stadium, Kumasi Arbitrage : Souleiman Djama | Baba Yara Stadium, Kumasi Arbitrage : Souleiman Djama |

### Statistiques

#### Buteurs
| Buts | Joueurs                                    |
| ---- | ------------------------------------------ |
| 2    | André Ayew, Jordan Ayew, Mohammed Kudus    |
| 1    | Thomas Partey, Nicholas Opoku, Baba Rahman |

## Compétition

### Tirage au sort
Le tirage au sort de la CAN 2021 est effectué le 17 août 2021 à Yaoundé. Le Ghana, 52e nation au classement FIFA, est placé dans le chapeau 2. Le tirage place les Black Stars dans le groupe C, avec le Maroc (chapeau 1, 28e au classement Fifa), le Gabon, (chapeau 3, 89e) et les Comores (chapeau 4, 132e).

### Effectif
Milovan Rajevac annonce la liste des 28 joueurs retenus le 4 janvier 2022.

### Premier tour
| Rang | Équipe  | Pts | J | G | N | P | Bp | Bc | Diff |  | Résultats (▼ dom., ► ext.) |     |     |     |     |
| ---- | ------- | --- | - | - | - | - | -- | -- | ---- |  | -------------------------- | --- | --- | --- | --- |
| 1    | Maroc   | 7   | 3 | 2 | 1 | 0 | 5  | 2  | +3   |  | Maroc                      |     | 2-2 | 1-0 | 2-0 |
| 2    | Gabon   | 5   | 3 | 1 | 2 | 0 | 4  | 3  | +1   |  | Gabon                      | 2-2 |     | 1-1 | 1-0 |
| 3    | Comores | 3   | 3 | 1 | 0 | 2 | 3  | 5  | -2   |  | Comores                    | 0-2 | 0-1 |     | 3-2 |
| 4    | Ghana   | 1   | 3 | 0 | 1 | 2 | 3  | 5  | -2   |  | Ghana                      | 0-1 | 1-1 | 2-3 |     |

     Équipe qualifiée ou victorieuse; Pts = points; J = joués; G = gagnés; N = nuls; P = perdus;
Bp = buts pour; Bc = buts contre; Diff = différence de buts
| Match 5                   | Maroc      | 1 - 0   | Ghana                   | Stade Ahmadou-Ahidjo, Yaoundé                           |                                                         |
| 10 janvier 2022 17h00 WAT | Boufal 83e | (0 - 0) |                         | Arbitrage : Joshua Bondo Arbitre vidéo : Haythem Guirat | Arbitrage : Joshua Bondo Arbitre vidéo : Haythem Guirat |
| 10 janvier 2022 17h00 WAT | Masina 22e | Rapport | 17e Djiku · 64e A. Ayew | Arbitrage : Joshua Bondo Arbitre vidéo : Haythem Guirat | Arbitrage : Joshua Bondo Arbitre vidéo : Haythem Guirat |

| Match 18                  | Gabon                                    | 1 - 1   | Ghana                                                                   | Stade Ahmadou-Ahidjo, Yaoundé                                  |                                                                |
| 14 janvier 2022 20h00 WAT | Allevinah 88e                            | (0 - 1) | 18e A. Ayew                                                             | Arbitrage : Lahlou Benbraham Arbitre vidéo : Mehdi Abid Charef | Arbitrage : Lahlou Benbraham Arbitre vidéo : Mehdi Abid Charef |
| 14 janvier 2022 20h00 WAT | Ecuele-Manga 24e · Kanga 45e · Oyono 57e | Rapport | 36e Partey · 59e Kyereh · 81e Wollacott · 90+4e Paintsil · 90+4e Tetteh | Arbitrage : Lahlou Benbraham Arbitre vidéo : Mehdi Abid Charef | Arbitrage : Lahlou Benbraham Arbitre vidéo : Mehdi Abid Charef |

| Match 30                  | Ghana                    | 2 - 3   | Comores                          | Stade Roumdé Adjia, Garoua                                 |                                                            |
| 18 janvier 2022 20h00 WAT | Boakye 64e · Djiku 77e   | (0 - 1) | 4e Ben Nabouhane · 61e 85e Mogni | Arbitrage : Boubou Traoré Arbitre vidéo : Mustapha Ghorbal | Arbitrage : Boubou Traoré Arbitre vidéo : Mustapha Ghorbal |
| 18 janvier 2022 20h00 WAT | A. Ayew 25e · Yiadom 78e | Rapport | 14e Selemani                     | Arbitrage : Boubou Traoré Arbitre vidéo : Mustapha Ghorbal | Arbitrage : Boubou Traoré Arbitre vidéo : Mustapha Ghorbal |

### Statistiques

#### Buteurs
| Buts | Joueurs         | Adversaires |
| ---- | --------------- | ----------- |
| 1    | André Ayew      | Gabon (1)   |
| 1    | Richmond Boakye | Comores (1) |
| 1    | Alexander Djiku | Comores (1) |